# Breganze Torcolato riserva
Le Breganze Torcolato riserva est un vin doux italien de la région Vénétie doté d'une appellation DOC depuis le 18 juillet 1969. Seuls ont droit à la DOC les vins blancs moelleux récoltés à l'intérieur de l'aire de production définie par le décret. 

## Aire de production
Les vignobles autorisés se situent en province de Vicence dans les communes de Bassano del Grappa, Breganze, Fara Vicentino, Lugo di Vicenza, Marostica, Mason Vicentino, Molvena, Montecchio Precalcino, Pianezze, Salcedo, Sandrigo, Sarcedo et Zugliano. Les vignobles se situent sur des pentes des collines entre les fleuves Brenta et Astico (un affluent du Bacchiglione).
Le vin blanc moelleux du Torcolato riserva répond à un cahier des charges plus exigeant que le Breganze Torcolato, essentiellement en relation avec un vieillissement de 2 ans.
Le vin sec à base du cépage Vespaiola est doté de l’appellation Breganze Vespaiolo superiore.

## Caractéristiques organoleptiques
- couleur : jaune paille à jaune or
- odeur : délicat, intense, arôme de miel et de raisin passerillé
- saveur : demi-sec à doux, harmonique et puissant, fruité

Le Breganze Torcolato riserva se déguste à une température de 9 à 11 °C et il se gardera 7 à 8 ans.

## Association de plats conseillée
fromage Ubriaco al Torcolato

## Production
Province, saison, volume en hectolitres :
- pas de données disponible